# Klaus Gehrke
Klaus Gehrke (n. 27 mai 1939, Neustrelitz, Germania) este un actor german care a apărut în numeroase filme și producții de televiziune. El este cunoscut în România pentru că a interpretat rolul neamțului Hans în filmul Rătăcire (1978) al lui Alexandru Tatos și pe cel al unui mercenar german în Capcana mercenarilor (1981) al lui Sergiu Nicolaescu.

## Viață
Klaus Gehrke a absolvit în 1963 Academia de Film și Televiziune de la Potsdam-Babelsberg și a jucat ca actor pe scenele teatrelor din Frankfurt pe Odra, Schwerin, Dresda și Brandenburg. De asemenea, el a apărut ca actor în producțiile studioului DEFA Berlin începând din 1962 în Ach, du fröhliche …, făcând parte începând din 1970 din colectivul de actori al Televiziunii Germane (DFF). El a interpretat în acest timp peste 150 de roluri diferite, cum ar fi inginerul-șef din serialul de succes Zur See (1976) sau anchetatorul din serialul de televiziune Polizeiruf 110, care până la această cooperare a fost reziliat de reunificare.
Începând din 1992, Gehrke a activat ca actor independent în principal în producții de televiziune, cum ar fi serialul ZDF Der Landarzt.

## Filmografie
- 1962: Königskinder
- 1962: Das grüne Ungeheuer (TV)
- 1962: Die aus der 12b
- 1962: Ach, du fröhliche …
- 1962: Nackt unter Wölfen
- 1962: Der Kinnhaken (Regie: Heinz Thiel)
- 1963: Es geht nicht ohne Liebe (TV)
- 1964: Die neue Elle
- 1965: Die Abenteuer des Werner Holt
- 1967: Rote Bergsteiger TV Serie 13teilig
- 1970: Wir kaufen eine Feuerwehr
- 1970: Weil ich dich liebe…
- 1972: Tecumseh, regia Hans Kratzert
- 1972: Polizeiruf 110: Verbrannte Spur (episod de serial TV)
- 1972: Das Geheimnis der Anden (TV)
- 1973: Pantalonii cavalerului von Bredow (Die Hosen des Ritters von Bredow), regia Konrad Petzold
- 1973: Das unsichtbare Visier (TV)
- 1973: Ulzana, căpetenia apașilor (Ulzana), regia Gottfried Kolditz
- 1973: Erziehung vor Verdun. Der große Krieg der weißen Männer (TV)
- 1973: Wolz - Leben und Verklärung eines deutschen Anarchisten (Regie: Günter Reisch)
- 1974: Der nackte Mann auf dem Sportplatz
- 1975: Blumen für den Mann im Mond
- 1975: Polizeiruf 110: Der Mann (episod de serial TV)
- 1974: Zum Beispiel Josef
- 1976: Cei patru din fotografie (Mama, ich lebe), regia Konrad Wolf
- 1976: Salvați orașul (Ocalić miasto), regia Jan Łomnicki
- 1977: Polizeiruf 110: Kollision (episod de serial TV)
- 1977: Zur See (TV)
- 1978: Ein Sonntagskind, das manchmal spinnt
- 1978: Polizeiruf 110: Bonnys Blues (episod de serial TV)
- 1978: Rătăcire
- 1979: Des Drachens grauer Atem (TV)
- 1980: Archiv des Todes (TV)
- 1980: Aber Doktor (TV)
- 1980: Polizeiruf 110: Der Einzelgänger (episod de serial TV)
- 1981: Capcana mercenarilor
- 1981: Polizeiruf 110: Harmloser Anfang (episod de serial TV)
- 1982: Polizeiruf 110: Der Rettungsschwimmer (episod de serial TV)
- 1982: Polizeiruf 110: Der Unfall (episod de serial TV)
- 1983: Polizeiruf 110: Schnelles Geld (episod de serial TV)
- 1984: Front ohne Gnade (episod de serial TV)
- 1985: Polizeiruf 110: Laß mich nicht im Stich (episod de serial TV)
- 1985: Racolarea
- 1986: Treffpunkt Flughafen (episod de serial TV)
- 1988: Polizeiruf 110: Der Mann im Baum (episod de serial TV)
- 1989: Polizeiruf 110: Der Fund (episod de serial TV)
- 1989: Polizeiruf 110: Gestohlenes Glück (episod de serial TV)
- 1990: Polizeiruf 110: Falscher Jasmin (episod de serial TV)
- 1990: Polizeiruf 110: Das Duell (episod de serial TV)
- 1991: Polizeiruf 110: Der Fall Preibisch (episod de serial TV)
- 1991: Polizeiruf 110: Das Treibhaus (episod de serial TV)
- 1993–2011: Der Landarzt (serial TV)
- 1994: Liebling Kreuzberg: Ein bisschen Gewalt (serial TV)